# Reinhard Gaier
Reinhard Gaier (* 3. April 1954 in Lampertheim/Hessen) ist ein deutscher Jurist. Von November 2004 bis November 2016 war er Richter des Ersten Senats am Bundesverfassungsgericht. Zuvor war er seit 2000 Richter am Bundesgerichtshof.

## Leben
Reinhard Gaier absolvierte das erste Staatsexamen 1980 in Mannheim und das zweite 1982 in Wiesbaden. Von 1983 bis 1985 war er Richter auf Probe im Landgerichtsbezirk Darmstadt. Er war in dieser Zeit am Landgericht Darmstadt sowie bei den Amtsgerichten in Fürth (Odenwald) und Michelstadt tätig. Von 1986 bis 1993 war Gaier dann Richter am Landgericht Darmstadt. 1992 wurde er an das Oberlandesgericht Frankfurt am Main abgeordnet, 1993 schließlich dort Richter.
1998 wurde er in Dresden promoviert. Seine Promotionsschrift trug den Titel „Urteilstatbestand und Mündlichkeitsprinzip – Zum Zusammenhang der Beurkundungsfunktion des Urteilstatbestandes mit den Bestimmungen der ZPO über die Mündlichkeit des Verfahrens“.
Im Jahr 2000 wurde Gaier Richter im V. Zivilsenat des Bundesgerichtshofes, der vor allem für Grundstücksrecht zuständig ist. Im November 2004 wurde er an das Bundesverfassungsgericht berufen, gewählt worden war er am 15. Oktober 2004 vom Bundesrat. Er trat die Nachfolge der Bundesverfassungsrichterin Renate Jaeger an. Zu den Urteilen, an denen er maßgeblich beteiligt war, zählen die Entscheidungen zur Zulässigkeit von Erfolgshonoraren für Rechtsanwälte  (BVerfGE 117, 163), zur Verfassungsmäßigkeit des Rauchverbots in Gaststätten (BVerfGE 121, 317; 130, 131) und zum Bestellerprinzip bei der Wohnungsvermittlung (BVerfGE 142, 268).
Am 8. November 2016 schied Gaier nach Ablauf der zwölfjährigen Amtszeit aus dem Dienst als Bundesverfassungsrichter. Anlässlich seines Ausscheidens wurde er von Bundespräsident Gauck mit dem Großen Verdienstkreuz der Bundesrepublik Deutschland mit Stern und Schulterband ausgezeichnet. Zu seiner Nachfolgerin im Ersten Senat des Bundesverfassungsgerichts wurde die ebenfalls aus Hessen stammende Yvonne Ott ernannt.
Er ist seit dem 20. August 2008 Honorarprofessor für Verfassungsrecht und das Berufsrecht der Rechtsanwälte an der Leibniz Universität Hannover.
Vom 1. September 2019 bis 30. April 2020 war Gaier Schlichter der Schlichtungsstelle der Rechtsanwaltschaft, die nach § 191f BRAO bei der Bundesrechtsanwaltskammer errichtet wurde. Die Tätigkeit bei der Schlichtungsstelle musste er jedoch aus privaten Gründen aufgeben.
Gaier ist verheiratet und hat zwei Kinder.